# يوهان أندرياس شتاين
يوهان أندرياس شتاين (بالألمانية: Johann Andreas Stein)‏ هو صانع آلة موسيقية ‏ وملحن ألماني، ولد في 16 مايو 1728 في بروخزال في ألمانيا، وتوفي في 29 فبراير 1792 في آوغسبورغ في ألمانيا.

## وصلات خارجية
- يوهان أندرياس شتاين على موقع الموسوعة البريطانية (الإنجليزية)